# Alessandra Ambrosio
Alessandra Ambrosio (nascuda l'11 d'abril de 1981) és una model brasilera.

## Biografia
Alessandra va pujar a les passarel·les al llarg dels anys 90, com les seves compatriotes Gisele Bündchen, Adriana Lima, Izabel Goulart o Ana Beatriz Barros.
Va començar en el món de la moda a la seva localitat, Erexim, un petit poble al sud del Brasil a l'edat de 10 anys, participant en una humil escola de models.
El 1996 va participar en el concurs "The Look Of The Year", promocionat per l'agència de models Elite. No es va obtenir el títol, però un any més tard ja tenia una oferta de contracte per a la important agència.
El seu primer gran treball en el món de la moda va ser portada de l'edició brasilera de la revista Elle. Va ser llavors quan la marca Guess? La va contractar per ser imatge de la seva campanya de tardor de l'any 2000. Després de Guess?, va treballar per Revlon, Emporio Armani i Victoria's Secret. És en les desfilades d'aquesta última marca de llenceria on Alessandra ha assolit altes cotes de popularitat gràcies a la seva bellesa. La primera vegada que va participar en una desfilada de Victoria's Secret va ser l'any 2000, i des de llavors mai ha faltat a una cita.